# ポリスティル
ポリスティル (Polistil) （設立当初の名はポリトイ (Politoys) ）は、イタリア、ミラノに拠点を置いた玩具メーカー。生産拠点はブレシア近郊のキアーリに所在した。ポリスティルはあらゆるサイズのダイキャストメタルおよびプラスチック製のミニカーを専門とする。同社はまた、おもちゃや模型の戦車、人形、ロボットおよびテレビとのタイアップ商品を生産した。33年にわたってトンカと協業した後、ポリスティルは1993年に廃業したが、かつてのライバルであったBburago（ブラーゴ）と共に現在は中国の美昌集團の下の1ブランドとなっている。イタリア国内におけるポリスティルの主な競争相手としては、マーキュリー、メーベトイズ、そして短期間のみ存在したエディルトーイなどがあった。

## 歴史
会社としてのポリトイの起源は少々はっきりしない。同社は1960年頃にポリトイAPS (Politoys APS) としてスタートし、1:41スケールで100台のプラスチック製ミニカーの生産を開始した（Sinclair 1979、pp。387-388）。これらのうちのいくつかは当時現用の自動車で、一部はクラシックカー（1910年代後半のアルファ・レーシングカーや1899年のフランスのゴブロン・ブリリエ（Smeed 1980、p.35））であった。1960年代が進むにつれ、いくつかのモデルはファイバーグラスで製造された。これらはプラスチックよりも丈夫で、そりにくい傾向があった。同業のマーキュリー、コーギー・トイズ、ディンキー・トイズ、ノレブ、ソリドといったメーカーがダイキャスト製ミニカーを製造するようになり、ポリトイもその流れに乗って1964年か65年にダイキャスト製ミニカーの製造に切り替えた(Rixon 2005, p. 36, Sinclair 1979, p. 387)。1970年頃に同社は社名をポリスティル (Polistil) に変更したが、これはイギリスのパリトイと社名が類似していたからとされる(Breithaupt No Date; Force 1992, 208-209)。それでも、初期の製品の箱には「APS」「Polistil」「Politoys」「Policar」と一緒に表示されていた。（ブルーペニーシリーズの箱は前述の順に表示された）
同社の研究・デザインセンターはミラノに所在した。子供向けの大型玩具がここで生産され、その中には大型トラックや人形が含まれた。大半のミニカーはブレシア製造センターで生産され、ここではダイキャスト製ミニカーの製造に集中した(Polistil 1975)。リオモデルズやブルムといったコレクターを対象としたメーカーは、時には同じモデルを何十年も生産したが、デヴィッド・シンクレアによればポリスティルは2、3年ごとに生産モデルのラインナップをより直接的に市場の傾向に合わせる可能性が高いとされている（Sinclair 1979、p.387）。以下のように、ポリスティルは生産モデルのナンバーをアルファベットの大文字と数字の組み合わせにしており、数字のみを使用しなかった。

## Mシリーズ
ポリスティルのモデルは全てでは無いが、大半がCE、RJ、S、MSなどの文字で始まっていた。しかし同社はアルファベットの先頭からは始めていなかった。1965年にダイキャスト製1:43スケールのMシリーズを発売したポリトイは、フランスのソリド、イタリアのメーベトイズ、ドイツのシュコーなどと並んで代表的モデルメーカーの1つとなった(Rixon 2005, p. 80)。ディンキーやコーギーも強力な競争相手であり、ポリトイはアメリカにおいては成功することができなかったし、この分野のトップ2社ほど幅広くモデルを生産しなかった。
ポリトイの1:43スケールのダイキャストMシリーズは1965年に発売された。同社は以前はプラスチックに重点を置いていた。Mシリーズは、幅広い品揃えで正確かつ詳細に再現されている。初年度には16種が発売され、500台から販売された。モデルには多くの可動部品（通常はドア2枚、フードとトランクが開閉可能）があり、エンジンと車台も詳細に再現されていた。プラスチック製の座席は前方に倒すことができ、いくつかのモデルではベロアを模倣した素材で覆われていた。

コーギーは1963年に発売したクライスラー・ギア L6.4が可動部がフル開閉する最初のモデルだと主張するが、ポリトイのMシリーズは全てのモデルが可動部が開閉する最初のダイキャストカーシリーズであった(Politoys 1968; Rixon 2005, p. 79; Gardiner and O'Neill 1996, pp. 72-73)。これはディンキーやコーギーが可動ギミックを装備したテレビや映画に出てくる車をモデル化し、「トイ」マーケットに向かおうとしているのとは対照的であった。ポリトイは一貫してリアリズムを追求した。
Mシリーズのもう一つの独特な特徴は、宣伝文句を離すことで強調する点にあった。アメリカの代理店リン・インターナショナルによる広告では、518台の1965年型ロールス・ロイス・シルヴァークラウドIII（ミュリナー・パークウォードの「スラントアイ」バージョン）を表示し、「どうすれば少年はロールスロイスを手に入れることができますか？コレクターと整備士になることです。ポリトイMならそれができます。」と尋ね、下方には「大きな物と同じように組み立てられています。本物の個体、52パーツで、あなたはスクリュードライバーをねじるだけで部品ごとに分解でき、再び組み立てることができます。」と続く。そして次のように締めくくられる。「それがポリトイです。集めましょう。調整しましょう。遊びましょう。」(Politoys by Polistil no date)
1960年代後半までに、Mシリーズは37種に拡大した：
- 500 - Alfa Romeo Giulia Sprint GT
- 501 - Maserati 3500 GT Coupe
- 502 - Siata Coupe Fiat 1500
- 503 - Mercedes-Benz 230 SL
- 504 - Ferrari 250 GT Berlinetta
- 505 - Autobianchi Bianchina Panoramica
- 506 - Alfa Romeo Giulia SS
- 507 - Ford Cortina
- 508 - Innocenti Morris IM 3
- 509 - Lancia Flavia Zagato 1800

- 510 - Opel Kadett Coupe
- 511 - Fiat 600
- 512 - Fiat 500 Giardinetta
- 513 - Fiat 850
- 514 - Alfa Romeo 2600 Coupe GT
- 515 - ISO Rivolta Coupe GT
- 516 - Alfa Romeo Giulia Zagato
- 517 - Fiat 850 Coupe
- 518 - Rolls Royce Silver Cloud III "Slant Eye"
- 519 - Ford Taunus 20 M.T.S.

- 520 - Lancia Fulvia Coupe
- 521 - Opel Diplomat 8V
- 522 - Primula Bianchi
- 523 - Alfa Romeo Giulia T.I. Super
- 524 - Simca 1500
- 525 - Ferrari "LeMans" Peninfarina
- 526 -
- 527 - Porsche 912
- 528 - Fiat 1500 GT Ghia
- 529 - Alfa Romeo Giulia Canguro 600

- 530 - Alfa Romeo 2600 Zagato
- 531 - Alfa Romeo Giulia "Gazella"
- 532 - Alfa Romeo GS Zagato
- 533 - OSI 1200 Coupe
- 534 - Ford Lola GT
- 535 -
- 536 - Dino "Ferrari"
- 537 - Alfa Romeo 2600 Pantera
- 538 -
- 539 - Lamborgini 350 GT+

上記はオリジナルのカタログシートからのデータであるが、526番（Fiat 1100）、535番（Porsche 904）、538番（Volkswagen 1600 TL）は記載されていない。これらは後に発表された(Politoys 1968)。Mシリーズは明らかにイタリア車に集中していた。例えば、このカタログの76%はイタリア車であり、37%はアルファロメオの車種である。他では見られないこのシリーズ独特のモデル、例えばイソ・リヴォルタなども見られる。後にはシボレー・コルベット・ピニンファリーナ・ロンジン・クーペや、ランボルギーニ「バッグアイ」350GT等も発表された(Rixon 2005, p. 37)。
最初からMシリーズは相当な競争を強いられた。1960年代には各ダイキャストモデルメーカーに独自のアプローチと独自の市場があった。ディンキーとコーギーは市場のエリアが異なったが、アメリカではより人気があった。フレンチ・ディンキーとソリドはフランスでより人気を持っていた。テクノはデンマークの主流であり、ドイツではガマ、シュコー、メルクリンがその柱であった。より重要なことに、イタリア市場は満杯であった。マーキュリーはイタリアのダイキャストカー市場において長年のリーダーであったが、ポリトイがMシリーズを発売した直後にはメーベトイズ、エディルトーイも参入した。後者は短期で撤退したが、マーキュリー、メーベトイズとの競争はしばしば同様なモデルのリリースとなり、挑戦的な物であった。さらに、マテルのホットウィールのヒットは1967年以降外国ブランドのアメリカ市場を縮小させることとなった。
コーギー、ディンキー、メーベトイズ同様ポリトイのMシリーズはヘッドライトにジュエルを使用したが、フレンチ・ソリドはよりリアルな透明プラスチックレンズを使用した。しかしポリトイはしばしばヘッドライトのベゼル周囲や他の細部を慎重かつ詳細に表現していた(Gardiner and O'Neill 1996, p 72)。競合他社のソリドはダイキャスト市場におけるニッチに固有のホイールを提供していたが、Mシリーズに装着されたワイヤーホイールは実車には装備されていなかったものの、かなり魅力的で、上品で典型的なものであった。1968年にはディンキー、コーギー、ロンスターなどがホットウィールの成功に応じて行った変更と同様に、低摩擦車軸のプラスチックホイールも実験した。これらは遊ぶ場合の動作には貢献したが、実車の再現からは離れることとなった。1960年代が進むにつれて、ポリトイはより多くのスポーツカー、エキゾチックカーを生産するようになり、一般で日常に使用される車の生産を減らした。このような方針は当時ソリドが行っていたのと同様であったが、コーギー、ディンキー、フレンチ・ディンキーは多くの一般的なセダンを提供し続けた。

## 1:43スケールのバリエーション
1968年、500シリーズは「輸出」ラベルの付いたモデルを発表し始めた。これらはMシリーズよりも造りがやや粗く、開口部が少なくなっている。1970年までにポリトイは500-599の数字を「使い切った」。その中にはプラスチックで以前に生産されたモデルのいくつかのメタルバージョンも含まれた。
その後1:43スケールのシリーズはE、EL、HEとして販売された。これらのシリーズの初期モデルの一部は、ランボルギーニ・エスパーダとイスレロ（リトラクタヘッドライト）のように、Mシリーズ同様細部まで再現されていた(Gardiner and O'Neill 1996, p. 73)。ボディのディティールは巧妙な機能を備え、たとえばアルファロメオ・アルファスッドのようにルーフ上に完全なスキー用具を装備しているモデルもあった。しかし、多くのモデルはかなり醜いおもちゃのようなクロムメッキのプラスチック製車輪を装着しており、1970年代後半のモデルはこのような点が問題であった。ELシリーズはこの点でEシリーズよりはるかに優れていた。ペンシルバニア州エリーの輸入業者であり、アメリカにおいてダイキャスト製ミニカーの収集を趣味として広めたデヴィッド・シンクレアは、ELシリーズの中でも興味深いモデルの1つとしてAMC・グレムリンを挙げる(Sinclair's 1977; Levine 2009)。ヨーロッパ製のダイキャストカーでアメリカ車はそれほど多くなく、その中でもAMCの車種ははるかに少ないからである。
1967年からポリトイは1:66スケールのペニーシリーズを発売した。おそらくはアメリカ市場をターゲットにして、マッチボックスやマジョレットと競合したが、そのほとんどが人気を得ず、ほとんどがイタリア国内で販売された(Breithaupt No Date)。したがって、ミント状態のボックスの例は希少である(Rixon 2005, 54)。
1970年代後半に、以前に販売されたさまざまなポリトイのミニカーがメキシコに出荷され、マクレガーのブランドで販売された（Force 1992,208）。 マクレガーはポリトイ製品のプラスチック版およびダイキャスト版の両方を販売し、パッケージにはポリトイとマクレガーの両方の名前が印刷された。いくつかのモデルは、マセラティ・ミストラルのようにプラスチックで成形され、ソ連にも輸出された。

## 大スケールの先駆者
1970年代初めまでにポリスティルの商品ラインナップは多少多様化し、スロット・カーと大スケールの金属モデルが追加された。1973年にリリースされた1:24スケールのSシリーズ（1:22スケールも含まれた）は新メーカーのマートイ（後にブラーゴとなる）と直接競合した（Rixon 2005、p.14）。ポリトイはこのより大きくより収益性の高いスケールに移行した最初の企業の1つであった。したがって、現在も人気を保ち続ける大スケールのダイキャストモデルのトレンドセッターであった。ポリスティルの大スケールモデルのプロポーションはしばしば欠点が見られたが（マートイの一部、ブラーゴとマイストは後に改善された）、それを補うための創造的なプレゼンテーションが行われた。例えば、ランチア・フルヴィア極地探検車のようなラリーカーは目を見張るものであった。このモデルには雪や埃を表現する白と茶の塗料によるウェザリングが全体に施されていた。
アルファロメオ・1750C、BMW・328ロードスター、ランボルギーニ・カウンタック、フェラーリ・GTO、フェラーリ・250カリフォルニアロードスター、モーガン・プラス8などのさらに大きな1:16スケールのTGシリーズは、1980年頃に導入された。しかし、これらのモデルの一部は、競合他社のブラーゴやマイストほど詳細ではなかった。例えばモーガンは、ドアを開くと美しいが、タイヤはゴムではなく硬質プラスチックであった。また、ステアリングホイールと前輪は固定されており、フードが開かず、追加部品のコストが節約されていた。しかし、アルファロメオ・1750にはトップ・アップとトップ・ダウンの2つのバージョンがあった。1980年代後半までに大スケールモデルはポリスティルのの販売のバックボーンとなっていた。そして1:43スケールはエリゴールやビテス、そして古くからのソリドのような高級コレクターブランドのラインナップとなっていた。
1:15スケールのオートバイモデル、MSシリーズとMTシリーズも1980年頃に登場した。すべてのスケールのレーシングシリーズ（次項参照）は重要な役割を果たした。さまざまなトラックや戦車（CAシリーズ）とその他の軍用車両も発売された。軍用車両の中でも素晴らしいモデルは、ドイツ・アフリカ軍団仕様のサイドカー付きBMWであった。テレビや映画のフィギュアや車両も登場したが、コーギー・トイズやディンキー・トイズの製品ほど人気は無かった。例としてバットマンやスーパーマン、ディズニーの車が挙げられる。さらに、メゴやライオン・ロックのミリタリーアクションフィギュアがポリスティルの名前で販売された。
Jシリーズは、より大きくカラフルなおもちゃのようなトラックで、車体と大きな車輪に多くのプラスチックを使用していた。例としてJ85メルセデス・ベンツ ウニモグ・ダンプトラックが挙げられる。

## レースへのかかわり
ポリトイは1972年、フランク・ウィリアムズ・レーシングカーズのスポンサーとしてフォーミュラ1に関わっている。ポリトイの資金提供により、チームが開発した初のオリジナルシャシーはポリトイ・FX3と名付けられた。ポリトイの名で出走したのは1972年イギリスグランプリ1戦のみで、クラッシュのためリタイアしている。ポリトイはこの年限りでスポンサーから撤退したため、FX3は翌年イソ-マールボロと改名している。
ポリトイがおそらく競業他社のいずれよりも優れていた点は、様々なスケールのレース用車両、フォーミュラ1を主とするモデルを合理的な価格で販売していた点にある。FシリーズとFKシリーズは、1:32スケールで1970年に最初に導入され1980年頃まで販売されたが、年を追うごとにホイールデザインが変化した。1:41スケールのCEシリーズは1978年に登場し、ルノー、リジェ、ロータス、ブラバム、アルファロメオ、ウィリアムズなどを取り上げた。奇妙なことに、いくつかのトラクターもCEシリーズとして発売された（Force 1992、81-88）。
RJシリーズ（ペニーシリーズ）は少なくとも45台のグランプリとF1マシンをラインナップし、TGシリーズとLシリーズは1:16スケールであった。他の多くのモデル同様、魅力的な6輪F1カーのティレル・P34は2つの異なるスケールで発売された。
1970年代終わりに、ポリスティルはスロットカーの生産を開始した。それらはヨーロッパで非常に人気があった。

## ポリスティルの終焉
1980年代後半までに、ポリスティルは様々なサイズで500種以上のモデルをリリースした（Force 1992,62-89）。1980年代後半にはトンカとの協業で、アメリカで大スケールモデルが販売された。トンカは後にポリスティルを買収した。当時パッケージは赤い箱のままであったが、社名は Polistil / Tonka と表示されていた。これらの中には1:14スケールのモデルも含まれていた。残念なことに、ブラーゴ、マイスト、通販会社のフランクリン・ミント・プレシジョン・モデルのような新しい会社との競争は大規模かつ激化し、ポリスティルの崩壊に繋がった。1993年までに1:18スケールモデルの需要はピークを迎え、トンカはその業績を落とし、イタリアでの生産を中止し、ポリスティルは廃止された。

## 中国資本での復活
2014年、ポリスティルの名称は美昌集團によって再び使用されるようになった。現在ポリスティルはスロットカー、ラジコンカー、ダイキャスト製の建機モデル、トラクター、ディフォルメカ－、F1マシンなどを販売している。現在美昌集團はかつての有名なイタリアブランド2つ - ブラーゴとポリスティル - を所有し、中国で生産したモデルをそれぞれのブランド名で販売している。
箱には現在、「Manufactured by: Polistil International LTD, Hong Kong」または「Manufactured by: Most Success Trading LTD, Hong Kong」と印刷されている。新会社は2013年8月27日に香港で創設された 。

## 参照
- Breithaupt, Doug.  No date.  Penny, Politoys or Polistil, Delightful Diecast Under Any Name.  Webpage dedicated to Politoys.
- Force, Edward.  1992.  Classic Miniature Vehicles Made in Italy.  Schiffer Publications.
- Gardiner, Gordon, and O'Neill, Richard.  1996.  The Collector's Guide to Toy Cars: An International Survey of Tinplate and Diecast Cars from 1900.  London: Salamander Books, Ltd.  ISBN 0-517-15977-5.
- Jeffrey Stein Sales. 5 June 2014. Polistil Shipment News.
- Levine, R. F.  2009.  David Sinclair in the Driver's Seat.  Lake Erie LifeStyle, web published December 1.
- Polistil.  1975.  Hardbound Polistil catalog.
- Politoys by Polistil.  No date.  Newsprint ad with Rolls Royce Silver Cloud III Mulliner Park Ward. Ad by U.S. Representative Lynn International Ltd. 200 Fifth Ave, New York, NY.
- Politoys M.  1968.  Single sheet brochure produced by Politoys APS.
- Rixon, Peter.  2005.  Miller's Collecting Diecast Vehicles.  London: Miller's, A Division of Mitchell Beazley.
- Sinclair, David.  1979.  Scale 1:43, a Survey for Collectors, in Automobile Quarterly, Vol. 17, No. 4, pp. 384-399. Princeton, New Jersey: Automobile Quarterly, Inc. in Association with the Princeton Institute for Historic Research.
- Sinclair's Auto Miniatures.  1977.  Typewritten sales flyer.
- Smeed, Vic, general editor.  1980.  The World of Model Cars.  London: Bison Books, A Chartwell Book. ISBN 0-89009-324-5.